# Dunfermline
Pour les articles homonymes, voir Dunfermline (homonymie).
Dunfermline (en gaélique écossais : Dùn Phàrlain ; en scots : Dunfaurlin ou Auld Grey Toun) est une ville (et ancien burgh royal) écossaise située dans le Council area et région de lieutenance du Fife. De 1975 à 1996, elle était la capitale administrative du district de Dunfermline, au sein de la région du Fife.
La ville est depuis longtemps un centre industriel qui doit sa prospérité aux mines de charbon et au tissage du lin. Aujourd'hui, ce sont les industries modernes qui ont pris la relève. Dunfermline a connu une grande expansion démographique avec la création de nouveaux quartiers de logements pour des populations travaillent à Édimbourg, lui donnant une nouvelle image stéréotypée de ville-dortoir.
David Ier fonda vers 1070 à Dunfermline une abbaye de bénédictins. Cette ville fut jadis la résidence et le lieu de sépulture des rois d'Écosse. Elle fut dévastée par un grand incendie en 1604, puis par la peste en 1615 et en 1651.
Dunfermline est la ville natale de Charles Ier d'Angleterre qui est né au palais de Dunfermline, d'Andrew Carnegie, du multi-instrumentiste Ian Anderson (Jethro Tull), du groupe de punk rock The Skids et du groupe de hard rock Nazareth.

## Histoire

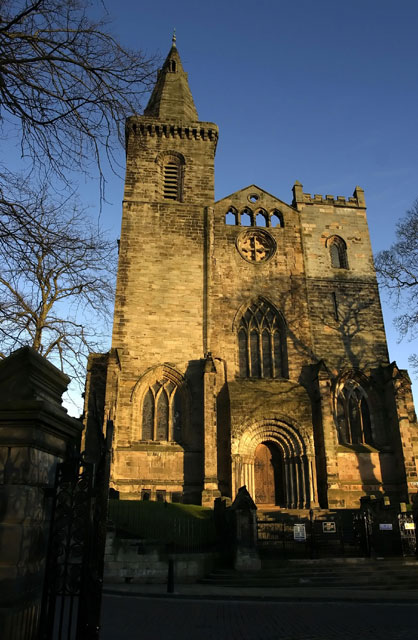
Abbaye de Dunfermline.

Malcolm III d'Écosse accueillit l'héritier du trône anglais, Edgar Atheling et sa famille qui fuyaient Guillaume le Conquérant après la bataille d'Hastings (1066). Margaret, la sœur d'Edgar, épousa le roi d'Écosse en 1070. Catholique dévote, elle est à l'origine de la propagation des idées qui peu à peu supplantèrent les rites de l'Église celtique. L'abbaye bénédictine de Dunfermline fut fondée par David Ier, le fils de la reine Marguerite. Elle prospéra grâce aux revenus du charbon, du sel, des taxes foncières et des impôts sur le transport maritime. La ville en profita largement jusqu'au jour où, après la mort précoce d'Alexandre III et de Marguerite de Norvège, Édouard Ier d'Angleterre fut appelé comme médiateur pour arbitrer la succession. À son départ, en 1304, les bâtiments monastiques tombaient en ruine.

## Démographie
Selon le recensement de 2001, Dunfermline avait une population de 39 229 habitants, soit 11,2% de la population du comté du Fife. Le recensement de 2011 montre un accroissement important de la population qui passe à 49 706 (+20% par rapport au recensement de 2001).

## Sport
Le club de football Dunfermline Athletic y est basé.

## Personnalités liées à la ville
- Charles Ier, roi d'Angleterre, d'Écosse et d'Irlande ;
- Andrew Carnegie, industriel et philanthrope ;
- Adam Blackwood, écrivain et apologiste catholique ;
- Maurice Malpas, footballeur ;
- Ian Anderson, leader du groupe de rock progressif Jethro Tull ;
- Stuart Adamson, leader du groupe de rock Big Country ;
- Moira Shearer, ballerine et actrice.

## Jumelages
- Logroño (Espagne)
- Vichy (France)
- Sarasota (États-Unis)

## Source
Cet article comprend des extraits du Dictionnaire Bouillet. Il est possible de supprimer cette indication, si le texte reflète le savoir actuel sur ce thème, si les sources sont citées, s'il satisfait aux exigences linguistiques actuelles et s'il ne contient pas de propos qui vont à l'encontre des règles de neutralité de Wikipédia.